# Duncan Baker
Pour les articles homonymes, voir Baker.
Duncan Charles Baker (né le 15 novembre 1979) est un homme politique du Parti conservateur britannique, qui est député pour Norfolk Nord de 2019 à 2024.

## Jeunesse et carrière
Baker est né en novembre 1979 dans le Norfolk et fait ses études à la Gresham's School, une école indépendante à Holt. Il étudie le commerce à l'Université de Nottingham Trent, puis obtient son diplôme d'expert-comptable et travaille comme directeur financier.

## Carrière politique
Sa carrière politique commence par l'élection au conseil municipal de Holt en 2009, où il est ensuite maire.
Baker est élu au Conseil de district de North Norfolk (NNDC) en 2015, se présente pour UKIP à Holt, qui a été auparavant le siège de son père Michael.
Il devient chef de groupe conservateur du North Norfolk en mai 2019. Lors de son élection en tant que député, il démissionne de ce poste et est remplacé par Christopher Cushing comme chef de groupe. Cependant, il continue de siéger en tant que conseiller de district.
Il est élu député de North Norfolk en décembre 2019, en tant que conservateur. La circonscription connait la plus forte baisse de la part des voix des libéraux-démocrates aux élections générales de 2019 et la troisième plus forte augmentation de la part des voix des conservateurs. Le sortant libéral-démocrate Norman Lamb, ne se représente pas après avoir été député de North Norfolk depuis 2001. Le swing aux conservateurs est de 17,5 %.